# Чешка на Песми Евровизије
Чешка Република се такмичила на Евровизији 13 пута, први пут 2007. У прва чeтири покушаја земља није успела да се пласира у финале из полуфинала, готово увек заузимајући једно од последњих места. Земља се повукла са Песме Евровизије 2010. након што њихови представници Gipsy.cz нису успели да придобију ни један поен у полуфиналу на Песми Евровизије 2009.
2016. Чешка је први пут прошла у финале захваљујући Габријели Гунчикови.

## Ранија Историја
За време Чехословачке, Ческословенска телевизије (ČST) је емитовала ово такмичење у Чехословачкој током 1960-их и 1970-их. После распада државе 1993 Чешки партнер Словачка се придружила овом такмичењу и то три пута између 1994 и 1998, пре повлачења.
Чешка телевизија је првобитно планирала да пошаље свог представника на Евровизију 2005., одржану у Кијеву, Украјина, међутим, то није могла постићи из многобројних разлога. ČT је поново разматрао слање представника на Евровизију 2006. у Атини, Грчка, али није успео то да уради због сумње да се земља неће квалификовати у финале.

## Учествовања
У априлу 2006. ČT је званично потврдио своје присуство на Евровизији 2007. у Хелсинкију, Финска.
ČT је одржао национално финале за избор првог чешког представника. Еуросонг 2007 (како се звао њихов конкурс) садржао је 10 песама, уз јавно гласање за победника путем СМС-а. Ипак једна песма је повучена пре но што је шоу почео, остављајући само 9 песама да се такмиче. Победник је био рок бенд Kabát са песмом "Malá dáma". У полуфиналу 10. маја 2007. Чешка је наступила 16. у полуфиналу, међутим освојивши само један поен (који им је доделила Естонија), од свих земаља широм Европе.
За Евровизију 2008. у Београду, Србија, ČT је поново одржао национално финале за избор свог представника. 10 песама је поново конкурисало за прилику да представљају Чешку Републику у Србији, а победник ове манифестације је Tereza Kerndlová са песмом "Have Some Fun". У другом полуфиналу Евровизије 2008, Kerndlová је наступила 8., а укупно је зарадила само 9 поена (1 бод од Турске и Малте, 2 поена из Хрватске и 5 бодова из Македоније), ранкирајући се на 18. место од укупно 19 такмичара, тако да се Чешка Република ни овога пута није квалификовала у финале.
Упркос лошим пласманима претходна два пута, ČT је потврдио да ће учествовати на Песми Евровизије 2009. у Москви, Русија. ČT је одлучио да одржи интерни избор за певаче који ће представљати земљу на такмичењу у Русији, са јавним гласањем за песму коју певају. Емитер одабрао ромски бенд Gipsy.cz у јануару 2009 да се такмиче у Москви - бенд се и раније такмичио у претходна два национална финала, и оба пута је упао у прва три места. Две песме су представљене Чешкој јавности. а то су: "Aven Romale" и "Do You Wanna". После гласања које је трајало пуних 14 дана, као коначни победник је изабрана композиција "Aven Romale", чији је вокал био члан бенда Radoslav Banga обучен као супер херој.
Група је наступила друга у ноћи првог полуфиналног такмичења, које је одржано 12. маја 2009. Међутим група није добила ни један једини поен од свих 20 земаља које су гласале у првом полуфиналу, завршећи последњи (18.).

### 2010 повлачење
Дана 22. јула 2009 ČT је званично најавио своје повлачење са Песме Евровизије 2010, наводећи недостатак интересовања за шоу од стране чешке јавности.

## Учесници
| Година    | Извођач(и)                        | Песма              | Финале            | Поени             | Полуфинале       | Поени            |                  |
| --------- | --------------------------------- | ------------------ | ----------------- | ----------------- | ---------------- | ---------------- | ---------------- |
| 2007      | Kabát                             | "Malá dáma"        | Нису се пласирали | Нису се пласирали | 28               | 1                |                  |
| 2008      | Тереза Керндлова                  | "Have Some Fun"    | Нису се пласирали | Нису се пласирали | 18               | 9                |                  |
| 2009      | Gipsy.cz                          | "Aven Romale"      | Нису се пласирали | Нису се пласирали | 18               | 0                |                  |
| 2010–2014 | Није учествовала                  | Није учествовала   | Није учествовала  | Није учествовала  | Није учествовала | Није учествовала | Није учествовала |
| 2015      | Марта Јандова и Вацлав Ноид Барта | Hope Never Dies    | Нису се пласирали | Нису се пласирали | 13               | 33               |                  |
| 2016      | Габријела Гунчикова               |                    | 25                | 41                | 9                | 161              |                  |
| 2017      | Мартина Барта                     | My Turn            | Нису се пласирали | Нису се пласирали | 13               | 83               |                  |
| 2018      | Миколас Јосеф                     | Lie to Me          | 6                 | 281               | 3                | 232              |                  |
| 2019      | Лејк Малави                       | Friend of a Friend | 11                | 157               | 2                | 242              |                  |
| 2020      | Бени Кристо                       | Kemama             | Отказано          | Отказано          | Отказано         | Отказано         |                  |
| 2021      | Бени Кристо                       | Omaga              | Нису се пласирали | Нису се пласирали | 15               | 23               |                  |
| 2022      | We Are Domi                       | Lights Off         | 22                | 38                | 4                | 227              |                  |
| 2023      | Vesna                             | My Sister's Crown  | 10                | 129               | 4                | 110              |                  |
| 2024      | Аико                              | Pedestal           | Нису се пласирали | Нису се пласирали | 11               | 38               |                  |
| 2025      | Adonxs                            | Kiss Kiss Goodbye  | Нису се пласирали | Нису се пласирали | 12               | 29               |                  |

## Историја гласања (2007—2009)
Чешка је своје бодове давала следећим државама:
| Ранг | Држава     | Поени |
| ---- | ---------- | ----- |
| 1    | Јерменија  | 34    |
| 2    | Украјина   | 25    |
| 3    | Русија     | 21    |
| 4    | Азербејџан | 20    |
| 5    | Србија     | 14    |